# Cassillis Castle

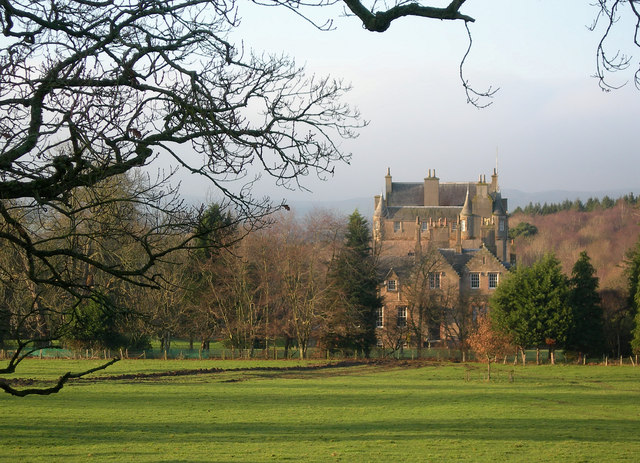
Cassillis Castle

Cassillis Castle, auch Cassillis House, ist ein Herrenhaus nahe der schottischen Ortschaft Maybole in der Council Area South Ayrshire. 1971 wurde das Bauwerk in die schottischen Denkmallisten in der höchsten Denkmalkategorie A aufgenommen.

## Geschichte
Die ältesten Fragmente des Gebäudes stammen wahrscheinlich aus dem 14., eventuell auch aus dem 15. Jahrhundert. Erweiterungen wurden im Laufe des 17. Jahrhunderts hinzugefügt und das gesamte Bauwerk überarbeitet. Cassillis Castle war über Jahrhunderte Sitz der aus dem Clan Kennedy stammenden Earl of Cassilis (später als Marquess of Ailsa). Heute gehört das Herrenhaus der Australierin Kate Armstrong, die ein Vermögen als Teilhaberin eines Versicherungsportals im Internet machte. 2013 wurde die Restaurierung von Cassillis Castle in der britischen Fernsehserie Restoration Home porträtiert. Angeblich wurden im Zuge der Aufnahmen Belege für eine Verstrickung des früheren Eigentümers Gilbert Kennedy, 4. Earl of Cassilis in die Ermordung von Henry Stuart, Lord Darnley, Ehemann der schottischen Königin Maria Stuart, entdeckt.

## Beschreibung
Das Herrenhaus liegt isoliert auf einem weitläufigen Grundstück am Südufer des Doon zwischen den Ortschaften Maybole und Dalrymple. Ursprünglich handelte es sich um einen Keep mit rechteckigem Grundriss. Der hervortretende Treppenturm an der Südostseite stammt aus dem 17. Jahrhundert, an diesem befindet sich auch der Eingangsbereich. Im Viktorianischen Zeitalter wurde an der Südostseite ein Anbau im Scots Baronial Style hinzugefügt. Cassillis Castle verfügt insgesamt über 112 Räume. Verschiedene Außengebäude stammen aus der Zeit zwischen 1879 und 1907.